# Keanu Staude
 (février 2023).
Keanu Staude est un footballeur allemand né le 26 janvier 1997 à Bielefeld

## Carrière
Staude commence à jouer au football à TuS Ost Bielefeld à cinq ans et rejoint la section jeunesse du DSC Arminia Bielefeld en 2005. À 13 ans, il effectue un essai avec le Bayern Munich. Il joue 24 matchs en Bundesliga U-17 pour Bielefeld et marque sept buts. Alors qu'il a encore moins de 17 ans, il passe dans l'équipe de Bundesliga U-19, mais ne peut pas empêcher l'équipe de Bielefeld d'être dernière du championnat en 2015.
Le 15 mai 2016, Staude fait ses débuts professionnels pour Arminia Bielefeld en 2e Bundesliga. Il remplace David Ulm lors du match contre le Karlsruher SC et fournit quelques minutes plus tard la passe décisive pour l'égalisation de Christopher Nöthe. Staude fait sensation avec ses deux buts lors des deux derniers matchs de la saison 2016-2017. Il peut s'appuyer sur cette performance la saison suivante. Entre-temps, il réussit à s'imposer comme un joueur cadre de l'équipe. Le 20 avril 2018, Staude célèbre sa 50e apparition en deuxième division pour Arminia.
Le 26 août 2016, Staude est sélectionné dans l'Équipe d'Allemagne des moins de 20 ans. Il y fait ses débuts le 1er septembre 2016 lors d'un match amical contre l'Italie.
Après l'expiration de son contrat avec Arminia, Keanu Staude signe un contrat d'un an avec une option pour la saison 2020-2021 avec les FC Würzburger Kickers, équipe promue en 2e Bundesliga. Après trois remplacements, il se met d'accord avec le club pour résilier son contrat peu après la trêve hivernale.
Le 29 janvier 2021, TSV 1860 Munich, équipe de 3. Liga, annonce l'engagement de Keanu Staude. Après un an et demi, au cours duquel Staude fut absent pendant plus de 200 jours en raison d'une tendinose à l'aine et d'une myocardite, le club ne prolonge pas le contrat, qui expirait à la fin de la saison 2021-2022.